# Sandro Foschini
Sandro Foschini (Suiza, 7 de febrero de 1988) es un futbolista suizo. Juega de centrocampista y su actual club es el FC Wohlen.

## Clubes
| Club          | País  | Año           |
| ------------- | ----- | ------------- |
| FC Frauenfeld | Suiza | 2005 - 2006   |
| FC Lucerne    | Suiza | 2006 - 2008   |
| FC Gossau     | Suiza | 2008 - 2009   |
| SC Kriens     | Suiza | 2009-2012     |
| FC Aarau      | Suiza | 2012-2015     |
| FC Winterthur | Suiza | 2015-2016     |
| FC Wohlen     | Suiza | 2016-presente |